# Cây thủy tùng Wallace
Cây thủy tùng Wallace (tiếng Anh: Wallace Yew) là một cái cây ở Elderslie, Renfrewshire, Scotland. Nó nằm trên đồng cỏ được cho là gần nơi ở của nhà lãnh đạo Scotland thời Trung Cổ William Wallace. Cây được biết đến trong các bản ghi chép của giáo xứ từ thế kỷ 18 và vẫn còn đứng vững vào năm 2019. Tuy nhiên, nó đã bị hư hại bởi lửa và bão và hiện đang chết dần vì nhiễm nấm Ganoderma. Hội đồng Renfrewshire đã lấy cành giâm của cây để trồng thay thế.

## Lịch sử
Nhà lãnh đạo độc lập Scotland William Wallace được cho là đã trồng cây này, thế nên tuổi của cây là khoảng 700 năm. Người ta đã đặt ra nhiều nghi vấn về tuyên bố 700 năm này, mặc dù các ghi chép của giáo xứ từ những năm 1700 ghi lại sự hiện diện của cây thủy tùng được mô tả là "cây cổ thụ này". Cây đứng trên một bãi cỏ được cho là gần nơi ở của Wallace. Trong truyền thuyết, cái cây này được cho là đã che chở Wallace khỏi quân đội Anh lúc đang truy lùng ông.
Cây được miêu tả trong một cuốn sách năm 1857 là mang "dấu ấn của tuổi già", mặc dù nhà văn lưu ý rằng nó vẫn còn khỏe mạnh và "hỗ trợ sự lan rộng của các cành non". Một tác phẩm năm 1912 mô tả cây thủy tùng Wallace đã hơn 600 năm tuổi và đóng vai trò quan trọng trong việc bảo tồn sự liên kết giữa tên tuổi của Wallace với ngôi làng; đây là khoảng thời gian giữa việc đốn hạ cây sồi Wallace và việc xây dựng một tượng đài Wallace bằng đá granit.

## Sự suy tàn và thay thế

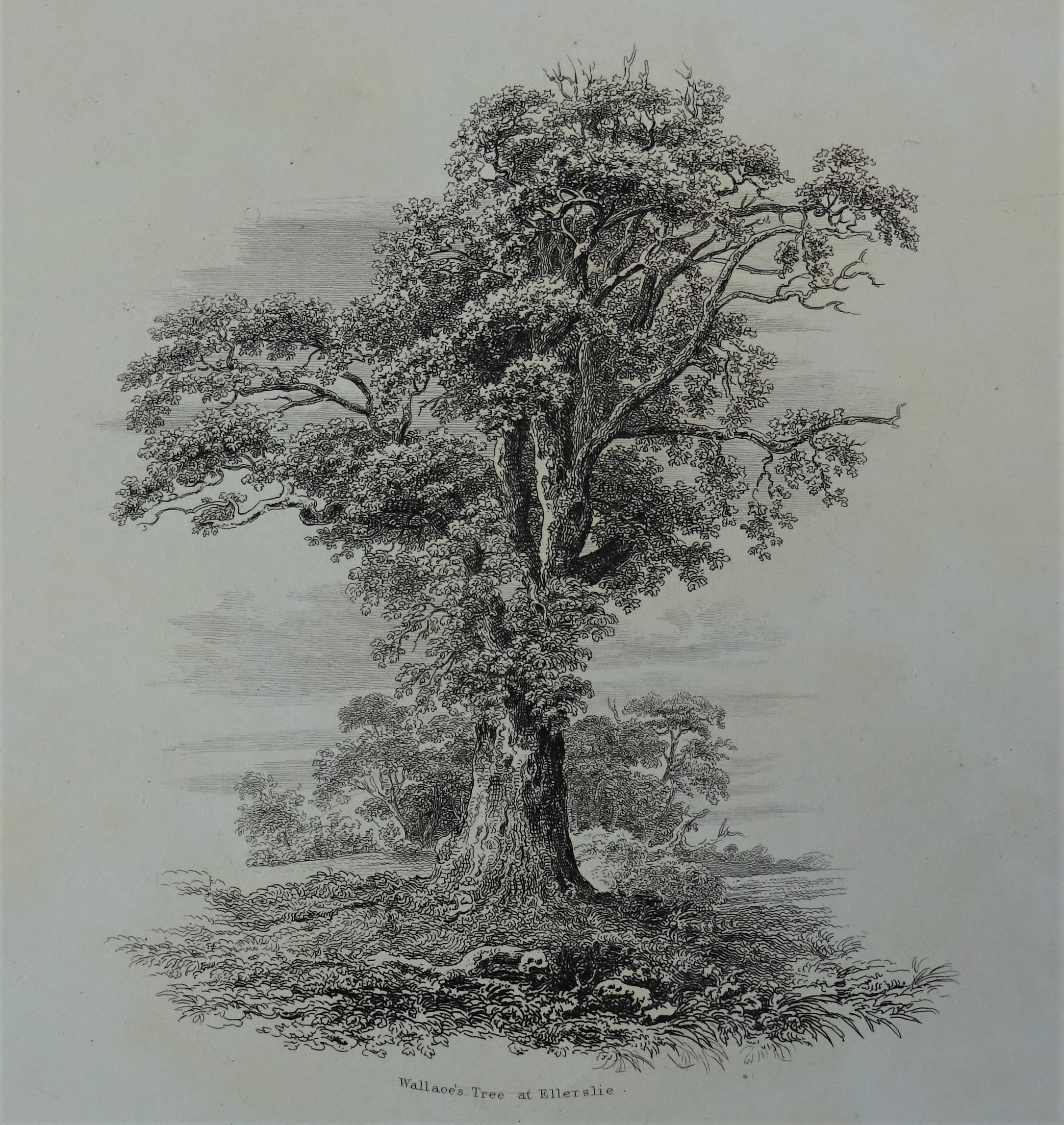
Cây thủy tùng Wallace vào năm 1839

Cây thủy tùng Wallace đã bị hư hại vì bị đốt vào năm 1978 và một lần nữa bởi các trận bão vào năm 2005. Điều này khiến cây dễ bị nhiễm nấm Ganoderma không thể chữa trị, loại nấm này xuất hiện vào năm 2008 và cuối cùng sẽ khiến cây chết. Một chiến dịch của Tổ chức Bảo tồn để cứu những cây thủy tùng của Scotland đã được phát động vào năm 2002 bởi nhà thực vật học David Bellamy.
Cây này có thời điểm cao 35 feet (11 m), và vẫn còn đứng vững vào năm 2018. Hội đồng Renfrewshire đã lấy 12 cành giâm từ cây với ý định trồng cây thay thế - tất cả sẽ đều là bản sao của cây gốc. Sáu trong số những cành giâm này đã được nhân giống thành công và đã đạt chiều cao khoảng 45 cm (18 in) vào năm 2008. Một trong những cây thay thế, sẽ mất 30 năm để trưởng thành, sẽ được chọn và trồng gần khu vực của cây thủy tùng Wallace để thay thế nó.
Một cây khác cùng tên có vị trí gần Lâu đài Elcho, gần Perth.